# Cachipo (Aragua)
Pour les articles homonymes, voir Cachipo.
Cachipo est l'une des deux divisions statistiques et territoriales dont l'unique paroisse civile de la municipalité d'Aragua dans l'État d'Anzoátegui au Venezuela. Sa capitale est Cachipo.

## Géographie

### Démographie
Hormis sa capitale Cachipo, la paroisse civile possède plusieurs localités dont :
- Cabeceras del Pao
- Cachipo